# Mercedes-Benz W196
Chronologie des modèles (1954-1955)
Aucun Mercedes-Benz MGP W01

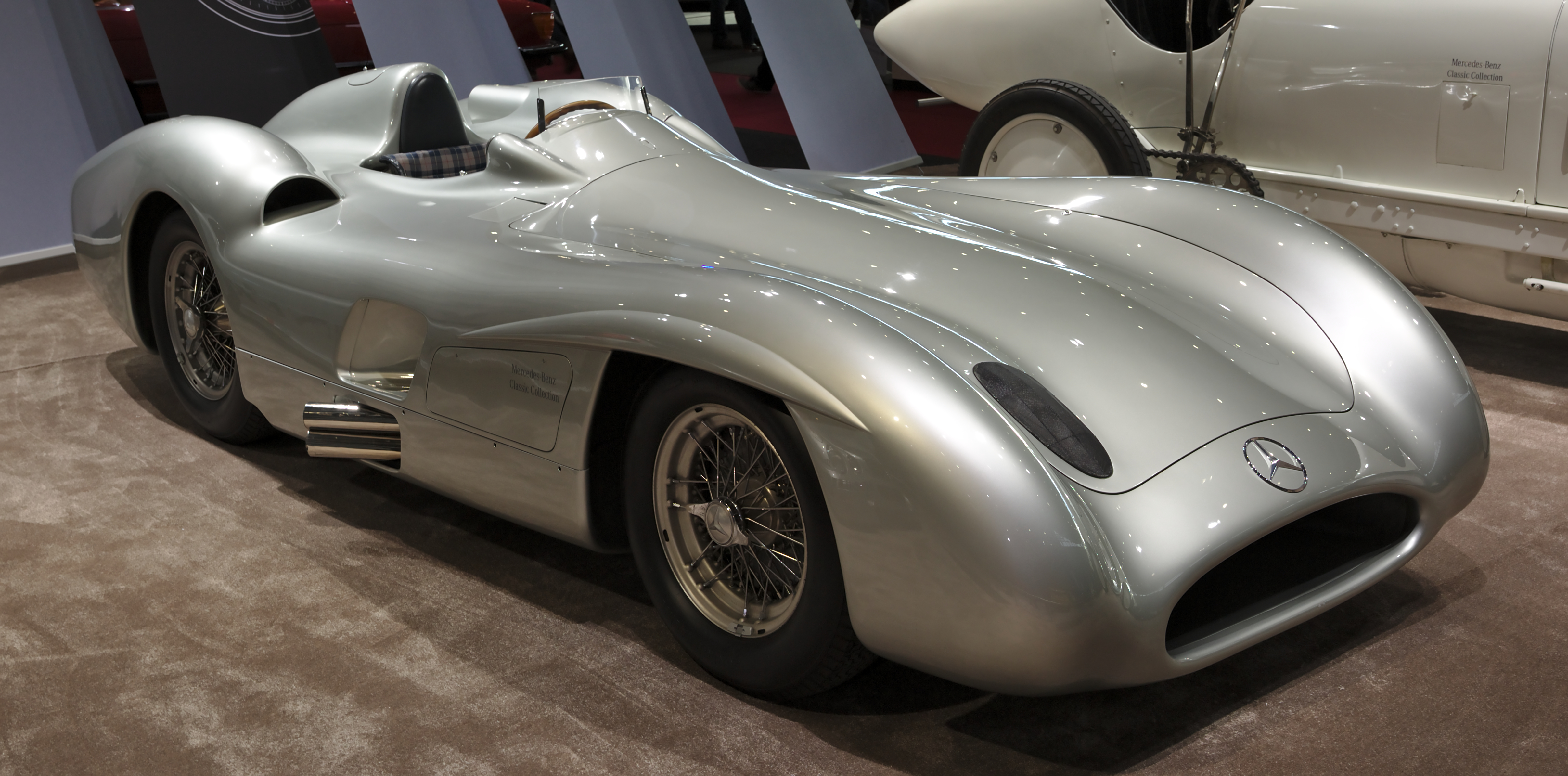
Mercedes-Benz W196 type Monza.

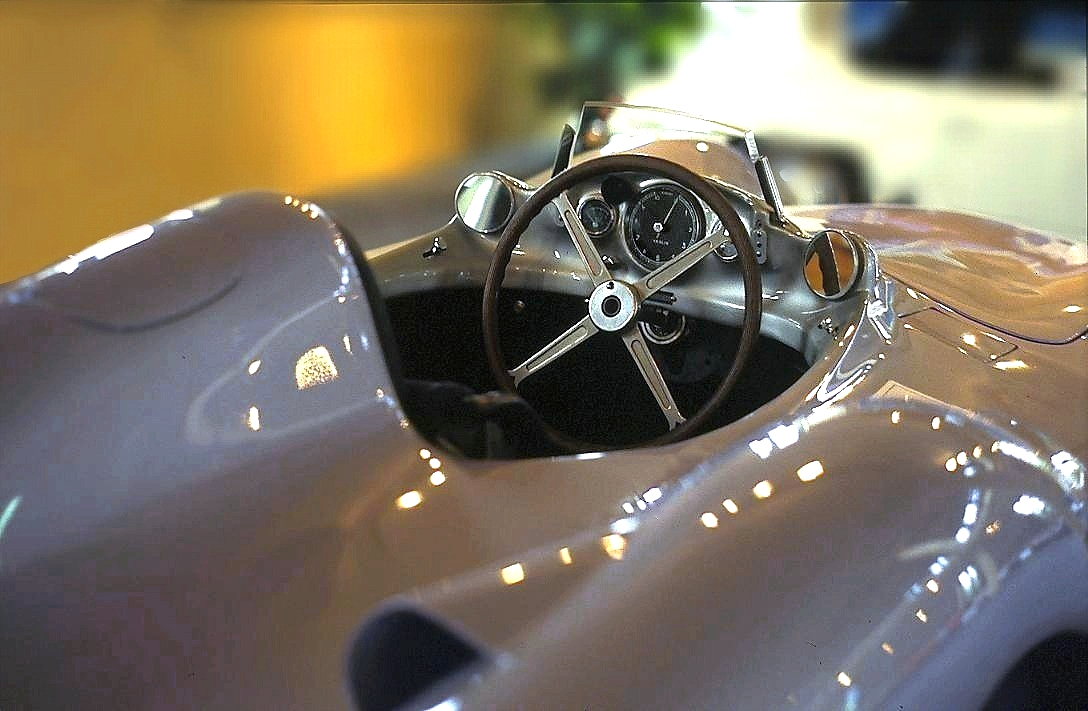
Cockpit de la W 196 avec grand compte-tours Veglia.

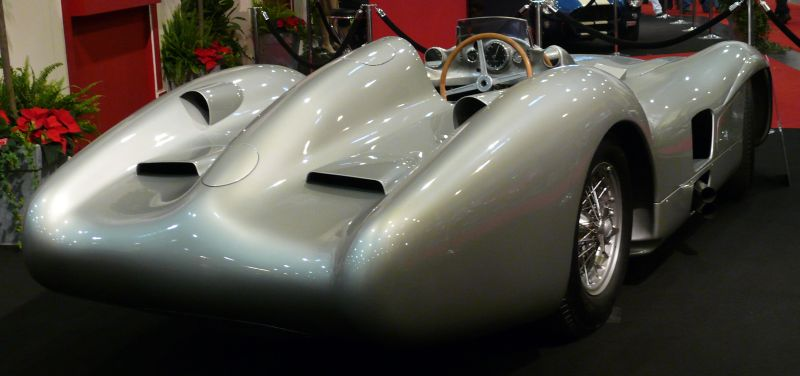
Mercedes W 196 Monza avec carrosserie profilée.

La Mercedes-Benz W196 est la monoplace de Formule 1 avec laquelle Mercedes-Benz fait son retour en Grand Prix après 15 ans d'absence, lors du championnat du monde de Formule 1 1954. Juan Manuel Fangio est champion du monde à son volant en 1954 et en 1955. C'est la dernière Formule 1 construite par Mercedes avant son retour à la compétition en 2010.
La carrière de la W196 est stoppée prématurément à la suite de la décision de Mercedes de quitter le sport automobile à l'issue de la saison 1955 marquée par la tragédie des 24 Heures du Mans où la Mercedes 300 SLR de Pierre Levegh s'est écrasée sur un talus séparant la piste des tribunes. Les éléments de la Mercedes (notamment le moteur, le train-avant et le capot) projetés dans le public causèrent la mort de plus de 80 personnes.

## Historique
Les activités de sport automobile de Mercedes-Benz commencent en Argentine en 1951, après que l'Allemagne s'est initialement vue interdire de participer à des événements sportifs internationaux. La W 154 de 1939 prend le départ de la Coupe Perón le 18 février 1951 et du Grand Prix Eva Perón le 25 février 1951 ; Hermann Lang et Juan Manuel Fangio se classe deuxièmes puis Karl Kling et Hermann Lang troisièmes.
La W 165, avec laquelle Hermann Lang avait remporté la course de Tripoli en 1939, n'était plus utilisée, même si le moteur suralimenté de 1,5 litre restait conforme au règlement de la Formule 1 de 1947 à 1953.
En 1952, Mercedes-Benz connaît un succès sensationnel avec la voiture de sport 300 SL W 194. Cependant, le moteur de 175 chevaux, toujours équipé de carburateurs, était basé sur le moteur six cylindres standard de la berline 300 S et ne constituait pas la base d'un futur moteur de voiture de sport ou d'une unité de Formule 1 selon les règles en vigueur de 1954.

## Conception

### Moteur et transmission
Le règlement de Formule 1 de 1954/55 autorisait des moteurs d'une cylindrée maximale de 2 500 cm3 sans suralimentation ou de 750 cm3 avec compresseur, ce qui correspondait à une réduction de moitié des cylindrées précédentes (moteurs atmosphériques de 4,5 litres). Comme tous les concurrents, Fritz Nallinger, membre du conseil d'administration chargé de la conception et du développement, et Rudolf Uhlenhaut, responsable des essais, ont préféré le moteur atmosphérique de 2 500 cm3. Un moteur huit cylindres en ligne a été construit, divisé en deux blocs de quatre cylindres et délivrant la puissance au milieu pour éviter une torsion excessive du vilebrequin extrêmement long. Pour minimiser les pertes par frottement, les pistons fonctionnaient dans des chemises chromées et les arbres étaient équipés de roulements à rouleaux. Au lieu de ressorts de soupape, les soupapes a commande desmodromique (commande forcée) s'ouvrent via des arbres à cames supplémentaires pour fermer les soupapes, permettant une meilleure charge des cylindres à haut régime.

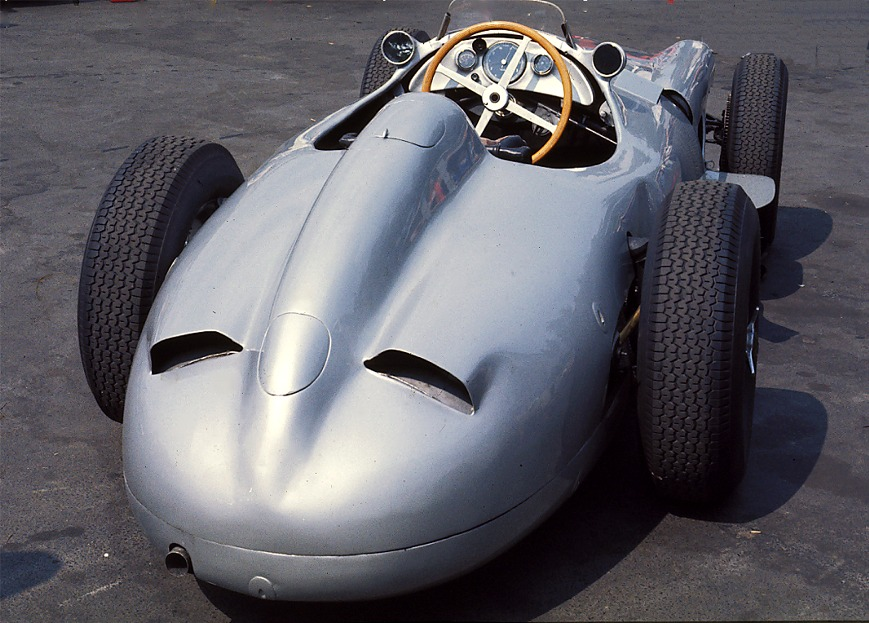
Mercedes-Benz W 196 monoplace.

La nouveauté de la W 196 était l'injection directe d'essence, une technologie qui n'était auparavant utilisée que dans les moteur à deux temps dans la construction automobile. L'ingénieur Hans Scherenberg, qui a participé au développement de la première voiture diesel, la Mercedes-Benz 260 D, et à la conception du moteur d'avion DB 601 de Daimler-Benz à injection directe de carburant dans les années 1930, a dû quitter l'usine après la guerre. En 1948, Scherenberg rejoint le constructeur automobile Gutbrod en tant que directeur technique, où il conçoit avec Karl-Heinz Göschel (1914-2009) et en collaboration avec Bosch le système d'injection pour le moteur à deux temps de la « Gutbrod Superior » (1951), la première injection d'essence standard dans la construction automobile. En 1952, il revient avec une équipe de spécialistes dans la construction de moteurs d'avion. Göschel, qui succéda à Rudolf Uhlenhaut en 1972, joua un rôle clé dans le développement du système d'injection de la W 196 en 1953/54.
Le carburant de la W 196 n'était pas de l'essence commerciale, mais un mélange spécial appelé RD1 fourni par Esso. Les ingrédients étaient pour autant que nous le sachions :
- 45 % de benzène
- 25 % de méthanol
- 25 % d'essence à indice d'octane élevé
- 3 % d'acétone
- 2 % de nitrobenzène

Comme ce mélange attaquait le réservoir et les conduites de carburant, il fallait les laver avec de l'essence «normale» après chaque utilisation pour éviter la corrosion. Le premier moteur M196 de 2 496 cm3 développe 260 chevaux à 8 500 tr/min, une vingtaine de chevaux de plus que la concurrence (Lancia, Ferrari, Maserati, etc.).
Afin de maintenir le centre de gravité du véhicule aussi bas que possible, le moteur a été installé selon un angle de 53° vers la droite et décalé vers la gauche.
Le couple était transmis à la transmission sous le siège conducteur via un embrayage monodisque à sec (diamètre 240 mm) et un arbre à cardan décalé en diagonale de l'avant gauche vers le centre. Elle avait cinq vitesses (deuxième à cinquième vitesses synchronisées), était verrouillée sur la transmission finale avec un différentiel à glissement limité et placé derrière celui-ci. La gradation de la transmission manuelle et le rapport d'essieu pouvaient être adaptés aux circuits de course respectifs.
Le moteur M196 est le point de départ d'un programme ayant pour objectif d'atteindre les 300 chevaux pour la fin de 1958.

### Châssis
Le châssis de la W 196 se composait - comme c'était l'habitude à l'époque - essentiellement d'un cadre spatial tubulaire dont les tubes individuels avaient un diamètre de 20  et   25 mm (épaisseur de paroi 0,8  et   1,0 mm). Ce châssis contenait le moteur, le radiateur, la transmission manuelle et la transmission finale, les freins ainsi que le réservoir de carburant (jusqu'à 220 litres) et le réservoir d'huile (40 litres). Les roues avant étaient suspendues sur des doubles triangles; À l'arrière, un essieu pendulaire à articulation unique (essieu oscillant) avec un point de pivotement bas a été installé afin de déplacer le pôle instantané (axe instantané de rotation) du véhicule le plus bas possible. Avec cette conception, le carter d'essieu (différentiel) oscille et les bras pendulaires atteignent le plan central du véhicule. L'arbre de transmission gauche est relié au différentiel via des joints coulissants et un joint universel.
La W 196 était équipée de ressorts à barre de torsion longitudinale à l'avant et à l'arrière, d'amortisseurs télescopiques hydrauliques ainsi que d'un amortisseur de direction hydraulique. Pour réduire les masses non suspendues, les grands freins à tambour (diamètre de 350 mm à l'avant et de 275 mm à l'arrière) étaient situés à l'intérieur des roues, et également à l'extérieur avec un empattement raccourci à l'avant (1955). Sur les enveloppes en métal léger des tambours de frein se trouvaient des nervures transversales au sens de rotation, censées attirer l'air de refroidissement et dissiper la chaleur (« refroidissement turbo »).

### Carrosserie
La Mercedes W196 existe en deux versions, l'une à carrosserie enveloppante et l'autre, classique, avec les roues découvertes.
Pour réduire la résistance de l'air sur les circuits à haute vitesse comme Monza et Silverstone, la W 196 a initialement reçu un carénage complet, comparables aux modèles d'avant-guerre utilisés sur l'Avus et lors de courses de record. Cependant, cette carrosserie profilée entièrement carénée était déroutante et relativement lourde, c'est pourquoi la variante monoplace prévue était utilisée sur des parcours plus étroits, qui en 1955 - en raison d'un changement dans le système d'injection (déplacement du tube de Pitot) - a reçu la prise d'air distinctive sur la droite du capot (voir photos).
Les panneaux de carrosserie de la W 196, initialement formés à la main sur des blocs de bois, étaient en magnésium et en aluminium. Plus tard, les pièces en tôle ont été réalisées avec des moules métalliques.

## Caractéristiques
- Vitesse maximale : 290 km/h
- Puissance : 260 chevaux à 8 500 tr/min en 1954 et 295 chevaux en 1955[1].
- Couple : 247 N m à 6 300 tr/min.
- Moteur : 8 cylindres en ligne M196, incliné vers la droite à 37 degrés.
- Cylindrée : 2 496 cm3, alésage 76 mm, course 68,8 mm, chambre de combustion hémisphérique, pistons Mahle
- Alimentation : injection directe Bosch
- Carburant Esso RD1 (45 % benzol, 25 % méthanol, 25 % AvGas à octane très élevé, 3 % acétone, 2 % nitrobenzène).
- Réservoir : 244 litres.
- Allumage par magnéto Bosch.
- Distribution : double arbre à cames en tête, soupapes à commande desmodromique.
- Boîte de vitesses manuelle à 5 rapports montée à l'arrière type "transxale", synchronisée sur quatre rapports.
- Carrosserie : alliage aluminium/magnésium sur châssis en acier tubulaire (deux versions) :
  - Carrosserie classique Grand Prix avec les roues découvertes.
  - Carrosserie enveloppante pour les circuits à haute vitesse et endurance type 24 heures du Mans.
- Roues 16 pouces montées avec pneus 6×16 à l'avant et 7×16 à l'arrière.
- Poids à vide : 640 kg.

## Succès en Formule 1
La W196 remporte son premier Grand Prix, à Reims avec Juan Manuel Fangio, dès sa première course et domine le championnat du monde jusqu'au retrait de la marque à l'issue de la saison 1955. En quatorze Grands Prix, la W196 remporte dix succès (neuf pour Fangio et un pour Stirling Moss) et permet à Fangio d'être sacré champion du monde à deux reprises.
En décembre 1953, Mercedes entreprend les premiers essais routiers de la W196 sur le site de l'usine de Stuttgart-Untertürkheim, avant que des tests approfondis ne soient effectués sur l'Hockenheimring en février 1954, à Monza en mai 1954 et sur la Bundesautobahn 81 près de Schwieberdingen. D'autres tests suivent à Hockenheim. Les débuts en course de la nouvelle voiture sont retardés jusqu'à l'été et Juan Manuel Fangio participe aux premières courses de la saison 1954 au volant d'une Maserati, accumulant des points.
Alors que les essais ont été effectués avec des carburateurs jumeaux Weber, un système d'injection est utilisé pour la première fois juste avant le Grand Prix automobile de France à Reims-Gueux. Selon les calculs précédents, la consommation était censée être de 35 l/100 km, mais elle était en réalité de 40, donc la capacité du réservoir de 185 litres n'était pas suffisante pour la distance de course de 500 km. Faire le plein pendant la compétition aurait pris trop de temps; C'est pourquoi des réservoirs supplémentaires temporaires ont été installés dans les voitures du côté gauche du cockpit la veille de la course.

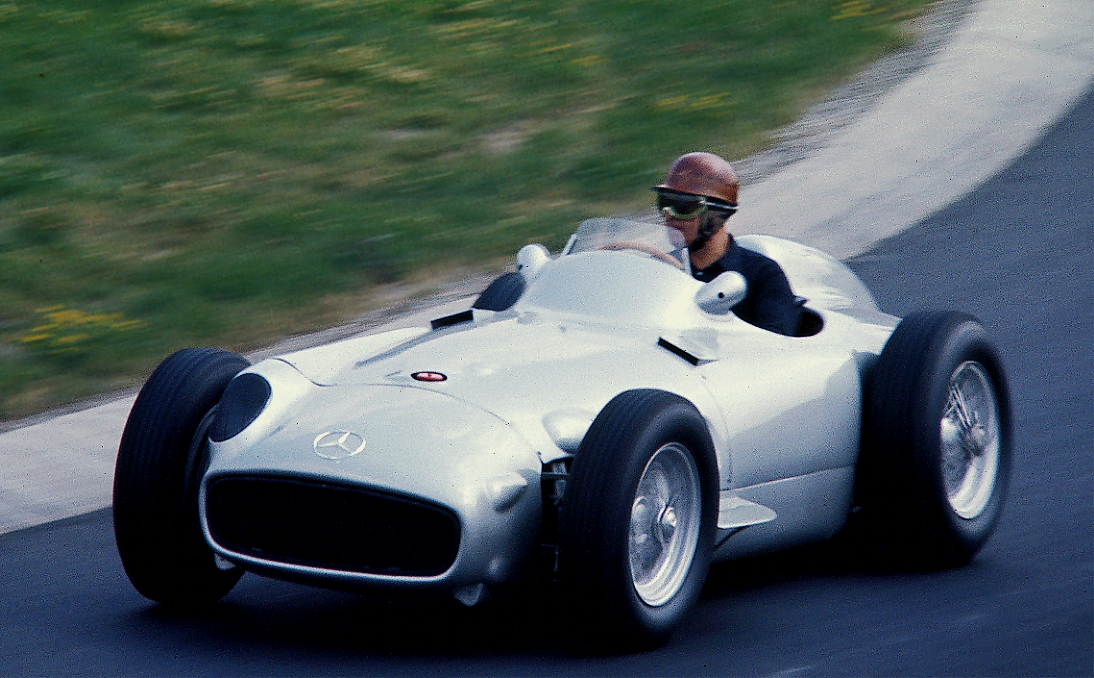
Karl Kling à bord de la Mercedes-Benz W196.

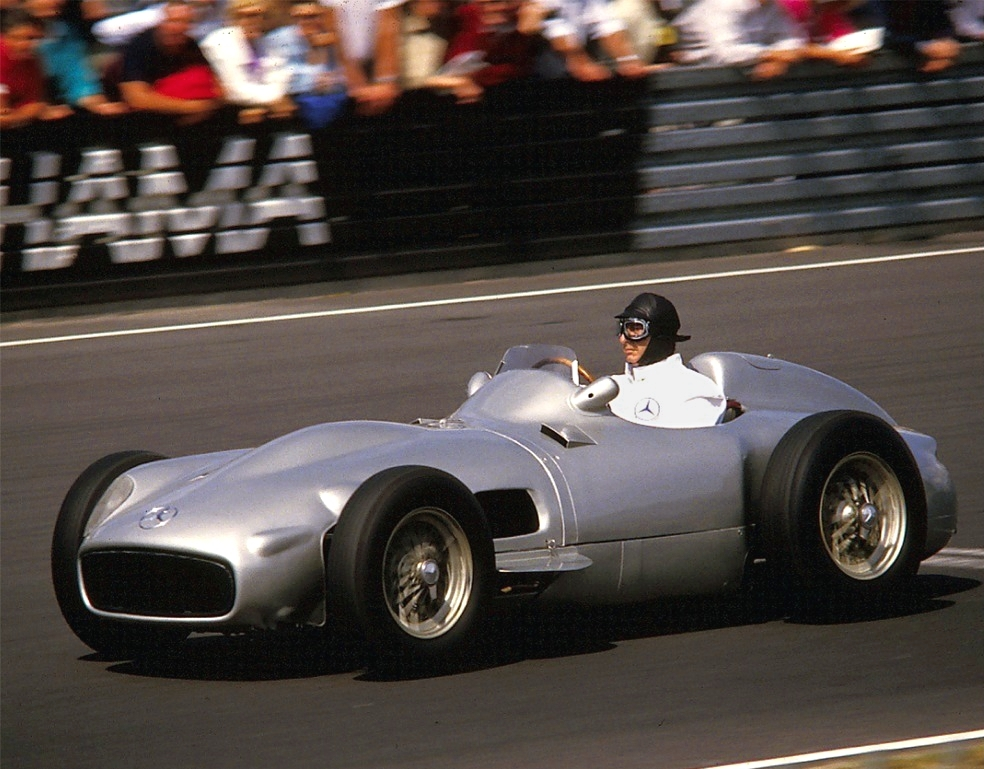
Course rétro de 1986 avec le quintuple champion du monde de Formule 1 Juan Manuel Fangio sur une Mercedes-Benz W196

Le 4 juillet 1954, neuf ans après la fin de la guerre, la W 196 participe pour la première fois à une course de Formule 1 en France. Déjà sur la grille de départ, les « Flèches d'Argent » plates et larges de Juan Manuel Fangio et Karl Kling placés au premier rang montraient clairement qu'une nouvelle ère commençait, car les concurrents étaient dans des véhicules plus anciens, relativement étroits et longs. Seul le jeune pilote Hans Herrmann avec la troisième W 196 était plus loin, septième sur la grille. Herrmann a réalisé le meilleur temps de la course de rattrapage (2:32,9 minutes, vitesse moyenne de 195,6 km/h) et a pris la troisième place, mais il a été contraint d'abandonner au 17e des 61 tours en raison d'une panne moteur. Fangio et Kling ont terminé la course d'un parcours de 506,4 km avec une double victoire sensationnelle en 2:42:47,7 heures ou avec une grande vitesse moyenne de 186,638 km/h - un succès comparable à la victoire de la Coupe du monde de football par l'Équipe d'Allemagne de football le même jour au stade Wankdorf à Berne.
Dès lors, la W 196 est considérée comme supérieure à ses concurrentes, mais elle connaît également des problèmes. Lors de la course suivante, le Grand Prix automobile de Grande-Bretagne à Silverstone, le carénage profilé n'a apporté pratiquement aucun avantage. Les virages du parcours de l'aérodrome marqués par des barils n'ont pas pu être orientés de manière optimale en raison d'une mauvaise visibilité. Fangio a même endommagé les deux ailes avant en s'approchant des barils et n'a terminé que quatrième, un tour derrière; Karl Kling a pris la septième place.
Pour la course du Grand Prix automobile d'Allemagne sur le sinueux Nürburgring le 1er août 1954, Fangio, Kling et le pilote d'avant-guerre Hermann Lang reçurent une version plus légère de la W 196 avec des roues autoportantes, tandis qu'Herrmann devait encore faire faire avec un carénage complet car il n'y avait que trois monoplaces terminées. Fangio a mené dès le départ, mais il a été brièvement remplacé par Kling, qui est parti de la dernière place des 20 voitures avec un réservoir qui fuyait et a réalisé le tour le plus rapide, 9:55,1 minutes (vitesse moyenne de 138,0 km/h), au cours de sa course pour rattraper son retard. Peu avant la fin, Kling retombe à la quatrième place en raison de dommages aux amortisseurs; Fangio a gagné après 3:45:45,8 heures et 501,82 km avec une avance de 1:37 minutes sur la Ferrari d'usine de Gonzales/Hawthorn. Hans Herrmann (conduite de carburant cassée) et Hermann Lang (panne moteur) ont abandonné respectivement aux 7e et 11e des 22 tours.
Fangio s'est également imposé en Suisse et à Monza, là avec le carénage complet. Hans Herrmann est arrivé troisième sur le circuit de Bremgarten près de Bremgarten bei Bern et quatrième à Monza. Kling a abandonné les deux courses en raison de dommages au moteur et d'un accident causé par un tuyau d'huile cassé. Le Grand Prix de Berlin à l'AVUS, auquel seulement dix voitures de Formule 1 ont participé, ne comptait pas dans le cadre du championnat du monde. La course s'est terminée par une triple victoire de Kling (213,5 km/h de moyenne), Fangio et Herrmann – trois tours d'avance sur André Pilette en Gordini. À la fin de la saison en Espagne, Mercedes-Benz et Fangio n'ont obtenu que la troisième place, mais le titre de champion du monde était assuré. Karl Kling a terminé cinquième en Espagne, Hans Herrmann a abandonné au 51e des 80 tours en raison d'une pompe à injection défectueuse. Les voitures avaient des problèmes avec des feuilles allant dans l'ouverture du radiateur, ce qui gênait à la fois le refroidissement et l'admission d'air. Une grille a ensuite été installée devant celle-ci et la prise d'air a été déplacée vers le haut.
La course sans formule - ainsi que le Grand Prix, qui s'est déroulé sous une grande chaleur - du 30 janvier 1955 à Buenos Aires, au cours de laquelle la W 196 était utilisée avec le moteur de 3 litres de la voiture de sport et de course 300 SLR, a été remportée par Fangio devant Moss ; Karl Kling est arrivé quatrième. Au Grand Prix automobile de Grande-Bretagne à Aintree, le nouveau venu, Stirling Moss, a gagné pour Mercedes après que Fangio lui ait peut-être donné la tête lors de sa course à domicile. La course de Monaco s'est avérée être un échec car toutes les W 196 sont tombées en panne et Hans Herrmann a eu un grave accident à l'entraînement. Après l'accident des 24 Heures du Mans 1955, certaines épreuves du Championnat du monde de Formule 1 1955 ont été annulées, dont le Grand Prix automobile d'Allemagne au Nürburgring. Dès lors, il n'y eut plus de courses en Suisse. La fin de saison à Monza a encore été remportée par un modèle à carénage profilé. Juan Manuel Fangio est également devenu champion du monde de Formule 1 en 1955 avec des victoires dans quatre des six courses seulement (Argentine, Belgique, Pays-Bas et Italie).
Après que la W 196 ait gagné deux championnats du monde des pilotes de Formule 1 (le championnat du monde des constructeurs de Formule 1 n'existait qu'à partir de 1958, Mercedes aurait gagné s'il avait été introduit plus tôt) et le nouveau championnat du monde des voitures de sport (sauf encore pour les courses prestigieuses de Monaco et du Mans), l'usine s'est retirée de la course comme prévu précédemment pour se concentrer sur le développement des modèles de série.
La W 196 est considérée comme une référence dans le sport automobile ; les Flèches d'Argent étaient souvent décrites comme supérieures, voire invincibles. C'était principalement le cas lors des courses où les avantages du carénage profilé prenaient tout leur sens. Bien que les voitures aient bénéficié de quelques autres innovations, des améliorations ont été constamment apportées afin de maintenir une avance étroite. Il est également difficile d'évaluer dans quelle mesure les succès de la F1 sont dus à Fangio, qui a remporté neuf des dix victoires de Mercedes en 14 Grands Prix (sans compter la course de Berlin). Des doubles victoires ou des personnes nouvelles sur le podium n'étaient en aucun cas la norme. Contre ou même sans Fangio, Mercedes aurait eu moins de succès ou aurait dû recruter un autre pilote de haut niveau dès 1954. De plus, après la mort d'Alberto Ascari, Lancia abandonna complètement et céda la prometteuse Lancia D50 à Ferrari, où elle porta Fangio à un autre titre mondial en 1956.
En 1955, Mercedes avait également à son bord Moss, le meilleur pilote dans les courses de voitures de sport, car Fangio n'était déjà plus disposé à prendre tous les risques sur de longues distances et sur la voie publique étant donné le risque de fatigue de la personne et du matériel. De plus, la Mercedes équipée du moteur de trois litres était moins puissante en matière de performances que les unités plus grosses de la concurrence.
Pour des raisons pratiques, Mercedes-Benz Classic ne présente désormais, lors des démonstrations, que la W 196 R Formule 1 avec le moteur de 3 litres de la 300 SLR W 196 S ou la voiture de la course hors formule de Buenos Aires, car elle peut fonctionner avec de l'essence normale et ne nécessite pas le mélange nocif du moteur de Formule 1 de 2,5 litres. Le moteur de 3 litres est installé à un angle inférieur et est plus haut que le moteur de 2,5 litres, reconnaissable au capot incurvé vers le haut typique de cette voiture. La Formule 1 n'est plus authentique, même en ce qui concerne l'odeur des gaz d'échappement.
La Mercedes de Juan Manuel Fangio, championne du monde en 1954, est exposée au Musée Mercedes-Benz de Stuttgart en Allemagne.

## Résultats en championnat du monde de Formule 1
| Saison | Écurie       | Moteur                | Pneumatiques | Pilotes            | Courses | Courses | Courses | Courses | Courses | Courses | Courses | Courses | Courses | Points inscrits | Classement |
| Saison | Écurie       | Moteur                | Pneumatiques | Pilotes            | 1       | 2       | 3       | 4       | 5       | 6       | 7       | 8       | 9       | Points inscrits | Classement |
| 1954   | Daimler-Benz | Mercedes-Benz M196 L8 | Continental  |                    | ARG     | 500     | BEL     | FRA     | GBR     | ALL     | SUI     | ITA     | ESP     | -               | -          |
| 1954   | Daimler-Benz | Mercedes-Benz M196 L8 | Continental  | Juan Manuel Fangio |         |         |         | 1re     | 4e      | 1re     | 1re     | 1re     | 3e      | -               | -          |
| 1954   | Daimler-Benz | Mercedes-Benz M196 L8 | Continental  | Karl Kling         |         |         |         | 2e      | 7e      | 4e      | Abd     | Abd     | 5e      | -               | -          |
| 1954   | Daimler-Benz | Mercedes-Benz M196 L8 | Continental  | Hans Herrmann      |         |         |         | Abd     |         | Abd     | 3e      | 4e      | Abd     | -               | -          |
| 1954   | Daimler-Benz | Mercedes-Benz M196 L8 | Continental  | Hermann Lang       |         |         |         |         |         | Abd     |         |         |         | -               | -          |
| 1955   | Daimler-Benz | Mercedes-Benz M196 L8 | Continental  |                    | ARG     | MON     | 500     | BEL     | P-B     | GBR     | ITA     |         |         | -               | -          |
| 1955   | Daimler-Benz | Mercedes-Benz M196 L8 | Continental  | Juan Manuel Fangio | 1re     | Abd     |         | 1re     | 1re     | 2e      | 1re     |         |         | -               | -          |
| 1955   | Daimler-Benz | Mercedes-Benz M196 L8 | Continental  | Karl Kling         | 4e†     |         |         | Abd     | Abd     | 3e      | Abd     |         |         | -               | -          |
| 1955   | Daimler-Benz | Mercedes-Benz M196 L8 | Continental  | Hans Herrmann      | 4e†     | Nq      |         |         |         |         |         |         |         | -               | -          |
| 1955   | Daimler-Benz | Mercedes-Benz M196 L8 | Continental  | Stirling Moss      | 4e†     | 9e      |         | 2e      | 2e      | 1re     | Abd     |         |         | -               | -          |
| 1955   | Daimler-Benz | Mercedes-Benz M196 L8 | Continental  | André Simon        |         | Abd     |         |         |         |         |         |         |         | -               | -          |
| 1955   | Daimler-Benz | Mercedes-Benz M196 L8 | Continental  | Piero Taruffi      |         |         |         |         |         | 4e      | 2e      |         |         | -               | -          |

Légende : ici 
- † Monoplace partagée avec un autre pilote de l'écurie

## Voiture de sport Mercedes-Benz 300 SLR
Article détaillé : Mercedes-Benz 300 SLR
Pour le Championnat du monde des voitures de sport, introduit en 1953, une variante voiture de sport a été dérivée de la W 196, la Mercedes-Benz 300 SLR (abréviation de sportive légère de course (Sport Leicht Rennen en Allemand)). Contrairement à la voiture de route, la 300 SL à portes papillon, six cylindres, la SLR était une biplace ouverte dont le cadre spatial tubulaire correspondait en grande partie à celui de la voiture de Formule 1. L'empattement était de 2 380 mm. Une caractéristique spéciale utilisée au Mans était le frein pneumatique, un large bouclier derrière le conducteur qui pouvait être réglé hydrauliquement pour augmenter considérablement la résistance de l'air et soutenir l'effet de freinage des freins à tambour à grande vitesse. Contrairement à Mercedes, les concurrents de Jaguar disposaient déjà de frein à disque.

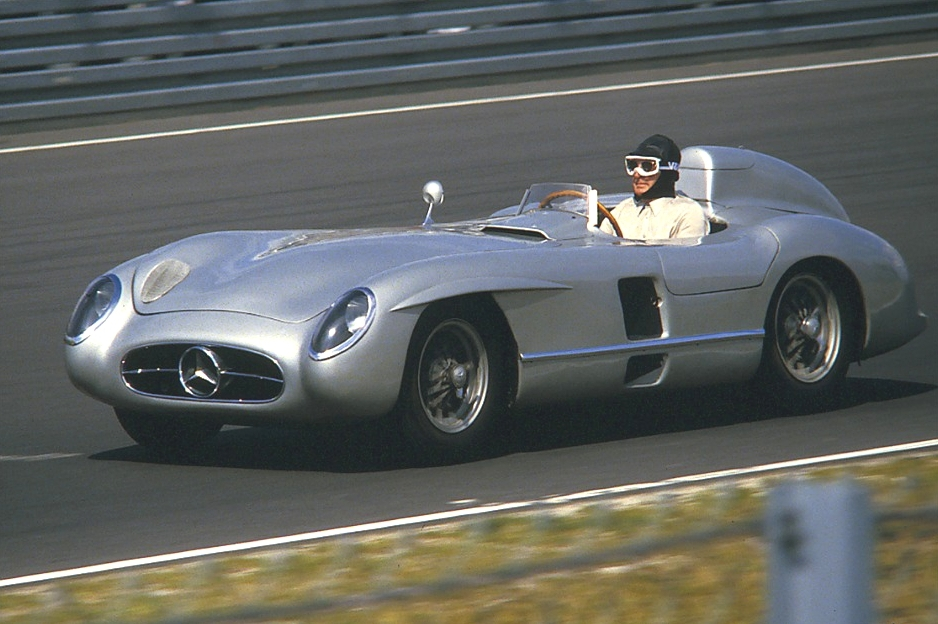
Mercedes-Benz 300 SLR

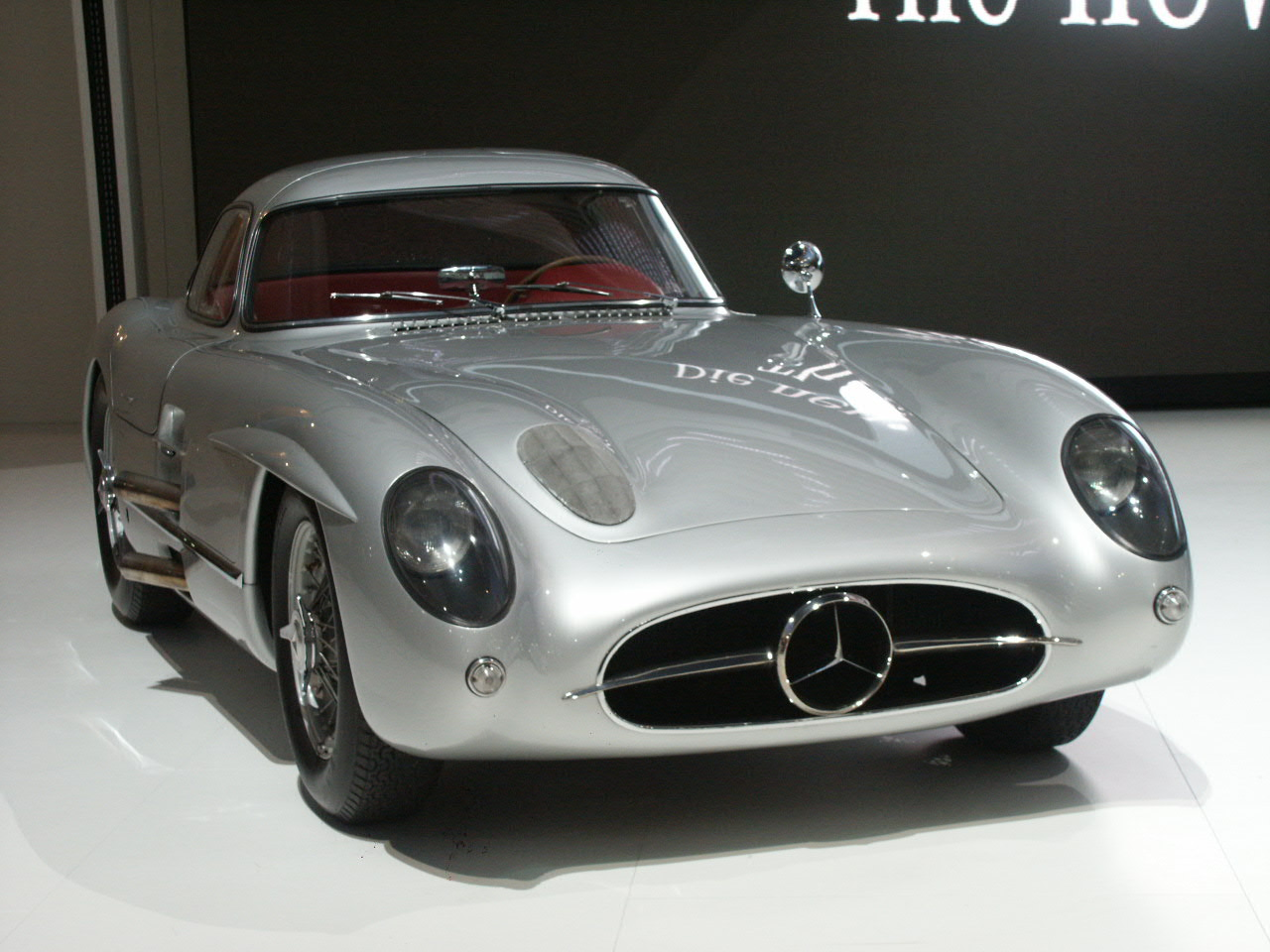
Mercedes-Benz 300 SLR coupé

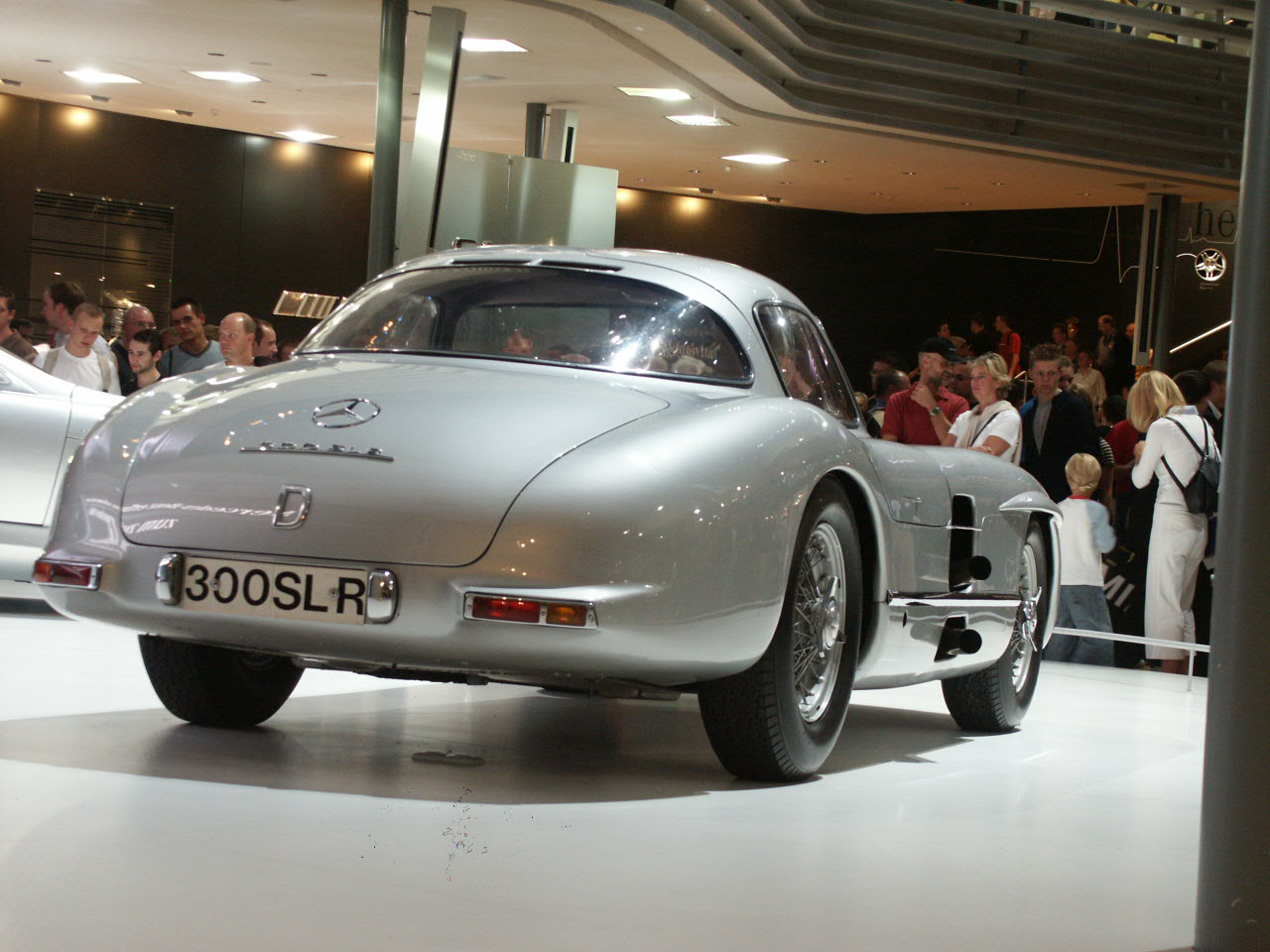
Mercedes-Benz 300 SLR coupé

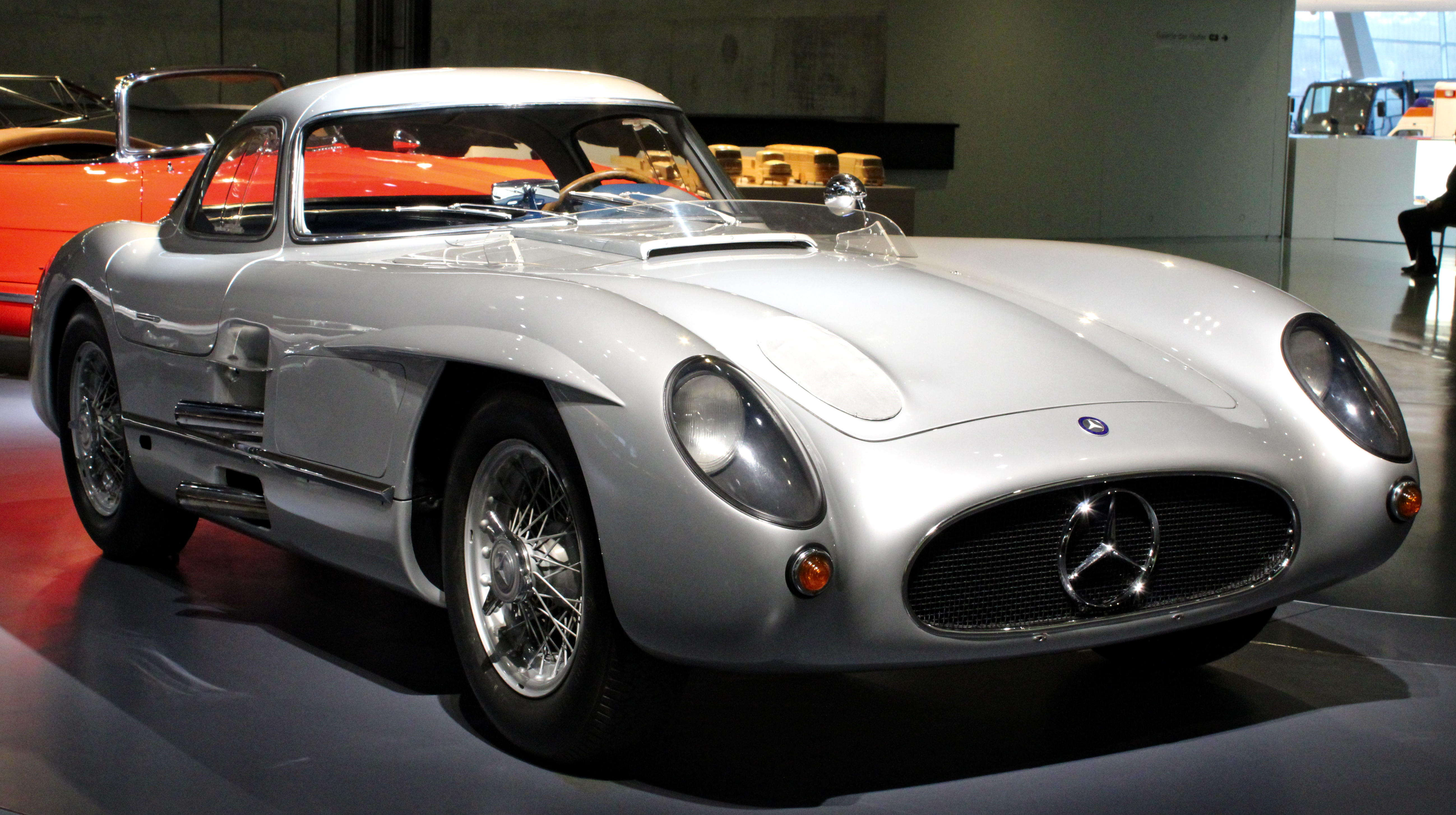
Mercedes-Benz 300 SLR coupé au musée Mercedes-Benz de Stuttgart

Le moteur huit cylindres de Formule 1 a été étendu à trois litres ou 2 983 cm3 (alésage et course de 78 mm) et délivrait 196 kW (266 ch) à 7 450 tr/min ; couple maximal 295 Nm à 5 950 tr/min. Cela signifiait qu'ils étaient inférieurs aux moteurs beaucoup plus gros de Jaguar et Ferrari. La vitesse de pointe de la 300 SLR était de 290 km/h (Le Mans, ligne droite Mulsanne). Le moteur a été conçu de telle manière (compression 12:1) qu'il ne nécessitait aucun carburant spécial, mais il pouvait fonctionner avec de l'essence super. Le moteur de 3 litres de la W 196 de Grand Prix a réussi son dernier test lors de la course hors formule le 30 janvier 1955 à Buenos Aires.
La première course de la 300 SLR fut le Mille Miglia le 1er mai 1955, remportée par Stirling Moss avec son copilote Denis Jenkinson. Quelques semaines plus tard, lors du Grand Prix automobile de l'Eifel au Nürburgring, Fangio s'impose devant Moss ; Kling est arrivé quatrième.
Mercedes n'a pas terminé les 24 Heures du Mans après l'accident des 24 Heures du Mans 1955 survenu en début de soirée du 11 juin. Après une manœuvre imprudente de l'Anglais Mike Hawthorn (Jaguar), le pilote français Pierre Levegh (Mercedes) est entré en collision avec Lance Macklin (Austin Healey), beaucoup plus lent, et s'est précipité dans la foule. Outre Pierre Levegh, plus de 80 spectateurs ont été tués. Le conseil d'administration de Mercedes a ensuite retiré les SLR restantes cette nuit-là en signe de respect.
Lors du Grand Prix de Kristianstad le 7 août (Suède), Fangio et Moss ont remporté une nouvelle double victoire, suivie par un triple succès de Moss/Fitch, Fangio/Kling et Trips/Simon au RAC Tourist Trophy à Dundrod le 17 septembre (Irlande du Nord). Le 16 octobre 1955, Stirling Moss/Peter Collins remportent la Targa Florio dans une Mercedes-Benz 300 SLR devant leurs compagnons de la marque Fangio/Kling et assurent à Mercedes-Benz le championnat du monde des voitures de sport.

### Coupé Uhlenhaut
En 1955, Rudolf Uhlenhaut conçoit un coupé basé sur la 300 SLR, dont seuls deux exemplaires seront construits. Uhlenhaut a utilisé les porte papillon de la Mercedes-Benz W 198, introduite un an plus tôt. Le moteur de ce « coupé  Uhlenhaut » développait 222 kW (302 ch) à 7 500 tr/min. Mercedes avait initialement prévu d'utiliser cette version coupé dans les courses d'endurance, mais cela n'a plus été le cas car l'entreprise s'est retirée de la course en 1955. Au lieu de cela, Uhlenhaut l'a utilisé en tant que véhicule de société pour se rendre au travail, au grand dam de ses voisins, qui étaient réveillés tôt le matin par le bruit de fond du véhicule, qui avait été développé en tant que voiture de course - même malgré l'ajout ultérieur de un silencieux. Avec une vitesse de pointe de 290 km/h, la voiture était à l'époque le véhicule homologué sur route le plus rapide.
Les deux soi-disant coupé Uhlenhaut construits en 1955 existent toujours, qui ne diffèrent que par des détails tels que la couleur intérieur, rouge et bleu, et les détails de la calandre. Les deux véhicules faisaient partie de la collection de plus de 1 100 véhicules de Daimler AG jusqu'en mai 2022, l'un étant exposé en permanence au musée Mercedes-Benz et l'autre étant utilisé pour des démonstrations et des déplacements occasionnels. En mai 2022, l'entreprise a fait vendre aux enchères ce dernier véhicule de démonstration par Sotheby's dans le musée Mercedes-Benz fermé, devant des clients réguliers sélectionnés, des amateurs de voitures classiques, des collectionneurs d'automobiles et d'art. Avec un chiffre de ventes de 135 millions d'euros, elle est considérée comme la voiture la plus chère du monde. L'argent récolté servira à financer un programme mondial de bourses. L'autre voiture reste exposée au musée.

## Postérité
En 2025, la W196R conduite par Juan Manuel Fangio et Stirling Moss est vendue pour 51,155 millions d'euros à Stuttgart en Allemagne. C'est le record de la plus chère Formule 1 vendu,. Cette voiture est le numéro de chassis 00009/54 qui a signé la pole position et remporté le Grand Prix d'Argentine de 1955 avec Juan Manuel Fangio. Mercedes-Benz avait cédé la voiture au musée de l’Indianapolis Motor Speedway en 1965 qui l'a vendu pendant cette vente aux enchères,.